# Olympia’s Tour 1964
Die Olympia’s Tour 1964 war die 13. Austragung des niederländischen Etappenrennens Olympia’s Tour. Es war ein Straßenradrennen für Amateure. Das Rennen fand vom 21. bis zum 27. Mai statt. Sieger wurde Cor Schuuring.

## Teilnehmer
Am Start waren Nationalmannschaften der gastgebenden Niederlande (Bahn und Straße) sowie aus Belgien, Bulgarien, Dänemark, Großbritannien, Polen und Schweden. Dazu kamen zehn niederländische Teams. Insgesamt gingen 96 Radrennfahrer an den Start.

## Rennverlauf
Der Kurs der Rundfahrt war 1119 Kilometer lang. Cor Schuuring übernahm nach der 3. Etappe das Trikot des Spitzenreiters und sicherte sich den Gesamtsieg durch eine starke Mannschaftsleistung seines Teams.

### Etappen
1. Etappe: Amsterdam–Vlaardingen 164 Kilometer: Sieger Henk Conelisse, Niederlande
2. Etappe: Hoogvliet–Waalwijk 140 Kilometer: Sieger Henk Koopmans, Niederlande
3. Etappe: Waalwijk–Sittard-Geelen 183 Kilometer: Sieger Cor Schuuring, Niederlande
4. Etappe Teil 1: Sittard-Geelen–Heerlen (Mannschaftszeitfahren) 28 Kilometer: Sieger Team Caballero
4. Etappe Teil 2: Heerlen 68 Kilometer: Sieger Jan Pieterse, Niederlande
5. Etappe: Heerlen–Veldhoven 167 Kilometer: Sieger Jos Van Der Vleuten, Niederlande
6. Etappe: Lieshout–Oldenzaal 182 Kilometer: Sieger Ad Van Kemenade, Niederlande
7. Etappe: Oldenzaal–Amsterdam 195 Kilometer: Sieger Harry Steevens, Niederlande

## Gesamtwertungen
Gesamtsieger wurde Cor Schuuring, der zwei Etappen gewinnen konnte. Alle Etappen und Sonderwertungen wurden von niederländischen Fahrern gewonnen. Bester ausländischer Fahrer war der Däne Ole Ritter auf dem 7. Gesamtrang. 83 Fahrer beendeten die Rundfahrt.

## Einzelwertung
| Platz | Name                | Mannschaft  | Zeit       |
| ----- | ------------------- | ----------- | ---------- |
| 1.    | Cor Schuuring       | Niederlande | 27:05:07 h |
| 2.    | Jos van der Vleuten | Niederlande | + 0:31 min |
| 3.    | Harry Steevens      | Niederlande | + 0:42 min |
| 4.    | Bart Zoet           | Niederlande | + 1:02 min |
| 5.    | Coen Visser         | Niederlande | + 1:06 min |
| 6.    | Ad Van Kemenade     | Niederlande | + 1:38 min |

### Mannschaftswertung
Der Mannschaftswertung konnte das Team Amstel vor dem Team Caballero und dem Team Breda Bier gewinnen. Dänemark war auf dem 6. Rang bestes ausländisches Team.

### Punktewertung
Sieger dieser Sonderwertung wurde der Niederländer Harry Steevens.